# DVB-S2

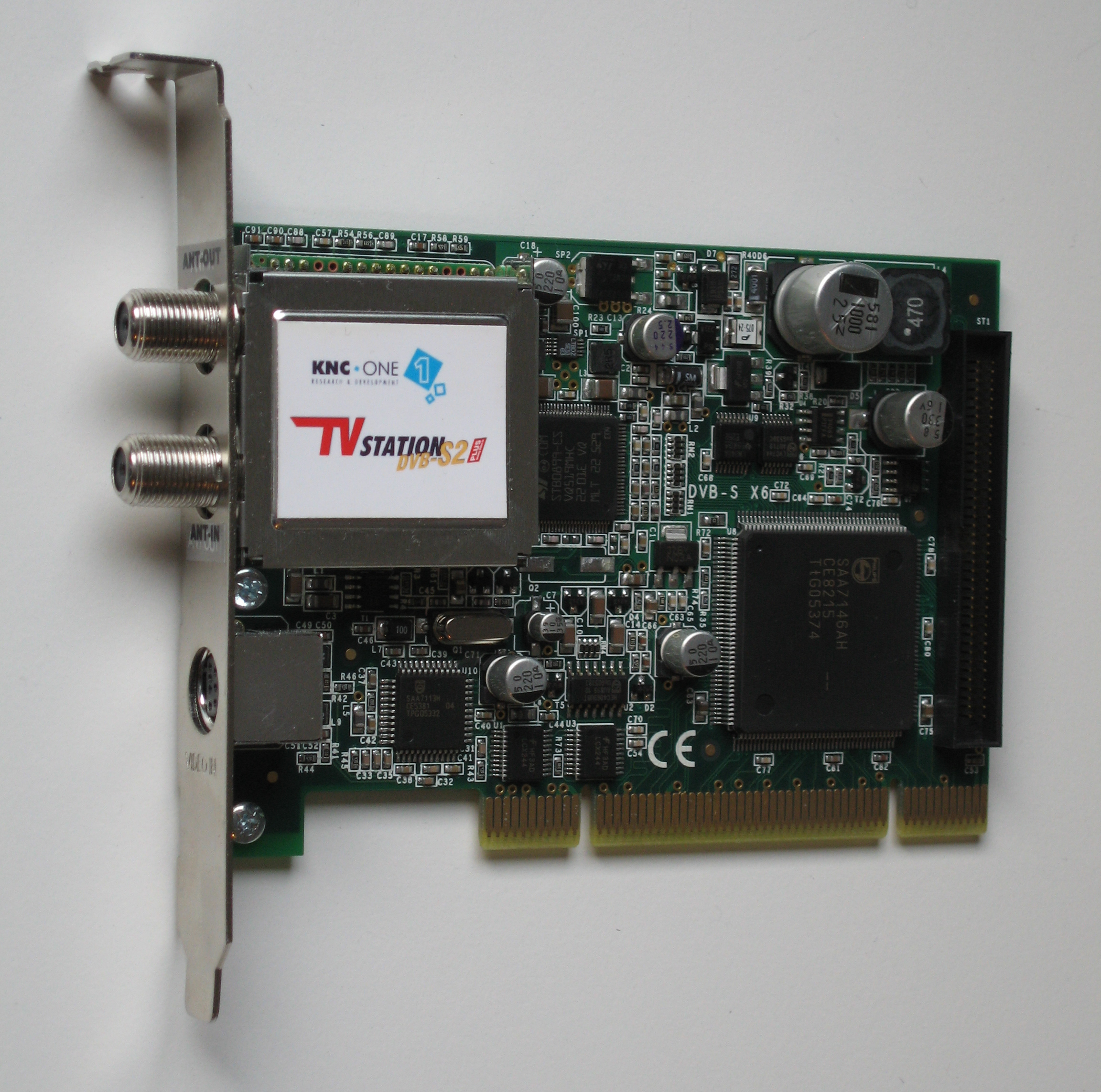
Thẻ điều chỉnh PCI DVB-S2

Digital Video Broadcasting - Satellite - Second Generation (DVB-S2) là một tiêu chuẩn phát sóng truyền hình kỹ thuật số được thiết kế như một sự kế thừa cho hệ thống DVB-S phổ biến. Nó được phát triển vào năm 2003 bởi Dự án DVB, một tập đoàn công nghiệp quốc tế và được phê chuẩn bởi ETSI (EN 302307) vào tháng 3 năm 2005. Tiêu chuẩn này dựa trên và cải thiện DVB-S và hệ thống thu thập tin tức điện tử (hoặc Thu thập tin tức vệ tinh kỹ thuật số), được các đơn vị di động sử dụng để gửi âm thanh và hình ảnh từ các địa điểm từ xa trên toàn thế giới trở lại các đài truyền hình gia đình của họ.
DVB-S2 được dự kiến (dự tính) cho các dịch vụ phát sóng bao gồm tiêu chuẩn và HDTV, các dịch vụ tương tác bao gồm truy cập Internet và phân phối nội dung dữ liệu (chuyên nghiệp). Sự phát triển của DVB-S2 trùng hợp với sự ra đời của HDTV và H.264 (MPEG-4 AVC) codec video.
Hai tính năng chính mới được thêm vào so với tiêu chuẩn DVB-S là:
- Một sơ đồ mã hóa mạnh mẽ dựa trên mã LDPC hiện đại. Đối với độ phức tạp mã hóa thấp, các mã LDPC được chọn có cấu trúc đặc biệt, còn được gọi là mã tích lũy không thường xuyên.
- Các chế độ VCM (Mã hóa và điều chế) và ACM (Mã hóa thích ứng và điều chế), cho phép tối ưu hóa việc sử dụng băng thông bằng cách thay đổi động các tham số truyền.

Các tính năng khác bao gồm các sơ đồ điều chế nâng cao lên đến 32APSK, tốc độ mã bổ sung và giới thiệu cơ chế truyền tải chung cho dữ liệu gói IP bao gồm các luồng video âm thanh MPEG-4, đồng thời hỗ trợ khả năng tương thích ngược với truyền dẫn dựa trên MPEG-2 TS hiện có.
DVB-S2 đạt được hiệu suất tốt hơn đáng kể so với các phiên bản trước - chủ yếu cho phép tăng tốc độ bit có sẵn trên cùng băng thông transponder vệ tinh. Độ tăng hiệu suất DVB-S2 đo được so với DVB-S là khoảng 30% ở cùng băng thông thu phát qua vệ tinh và công suất tín hiệu phát ra. Khi đóng góp của các cải tiến trong nén video, một dịch vụ HDTV (MPEG-4 AVC) giờ đây có thể được cung cấp trong cùng băng thông hỗ trợ dịch vụ SDTV MPEG-2 dựa trên DVB-S sớm chỉ một thập kỷ trước.
Vào tháng 3 năm 2014, thông số kỹ thuật DVB-S2X đã được DVB Project xuất bản dưới dạng tiện ích mở rộng tùy chọn bổ sung thêm các cải tiến.

## Những đặc điểm chính
- Đầu vào trực tiếp của một hoặc nhiều Luồng truyền tải MPEG-2 (TS). MPEG-TS được hỗ trợ bằng chế độ tương thích.
- Định dạng luồng gốc cho DVB-S2 được gọi là Luồng chung (GS) và có thể được sử dụng để mang dữ liệu dựa trên IP một cách hiệu quả, bao gồm các dịch vụ MPEG-4 AVC / H.264.
- Khả năng tương thích ngược với DVB-S, dành cho người dùng cuối và DVB-DSNG, được sử dụng cho backhauls và thu thập tin tức điện tử.
- Mã hóa và điều chế biến (VCM) để tối ưu hóa việc sử dụng băng thông dựa trên mức độ ưu tiên của dữ liệu đầu vào; ví dụ: SDTV có thể được phân phối bằng cài đặt mạnh hơn dịch vụ HDTV tương ứng.
- Mã hóa và điều chế thích ứng (ACM) để cho phép điều chỉnh linh hoạt các tham số truyền dẫn với các điều kiện thu của các thiết bị đầu cuối, ví dụ, chuyển sang tốc độ mã thấp hơn trong khi mờ dần.
- Bốn chế độ điều chế: 
  - QPSK và 8PSK được đề xuất cho các ứng dụng phát sóng và có thể được sử dụng trong các bộ phát đáp phi tuyến tính được điều khiển gần bão hòa.
  - 16APSK và 32APSK được sử dụng chủ yếu cho các ứng dụng bán tuyến tính chuyên nghiệp, nhưng cũng có thể được sử dụng để phát sóng mặc dù chúng yêu cầu mức C / N khả dụng cao hơn và áp dụng các phương pháp tiền méo tiên tiến trong trạm đường lên để giảm thiểu ảnh hưởng của phi tuyến transponder.
- Cải thiện rolloff: α = 0,20 và α = 0,25 ngoài việc giới thiệu DVB-S α = 0,35.
- Mã hóa được cải thiện: một mã LDPC lớn hiện đại được nối với mã BCH bên ngoài để đạt được các điều kiện tiếp nhận gần như không có lỗi (QEF) trên kênh AWGN. Mã bên ngoài được giới thiệu để tránh các tầng lỗi ở tỷ lệ lỗi bit thấp. Một lỗi sửa lỗi chuyển tiếp hoặc khung FEC có thể có 64.800 bit (bình thường) hoặc 16.200 bit (ngắn). Nếu VCM hoặc ACM được sử dụng, chương trình phát sóng có thể là sự kết hợp của các khung hình bình thường và ngắn.
- Một số tỷ lệ mã cho cấu hình linh hoạt của các tham số truyền: 1/4, 1/3, 2/5, 1/2, 3/5, 2/3, 3/4, 4/5, 5/6, 6/7, 8/9 và 9/10. Tỷ lệ mã 1/4, 1/3 và 2/5 đã được giới thiệu cho các điều kiện tiếp nhận đặc biệt kém kết hợp với điều chế QPSK. Giá trị mã hóa 8/9 và 9/10 hoạt động kém trong các điều kiện liên kết cận biên (trong đó mức tín hiệu nằm dưới mức nhiễu). Tuy nhiên, với mục tiêu tại chỗ Ku hoặc Ka ban nhạc downlinks những tỷ lệ mã có thể được khuyến khích để ngăn chặn out-of-khu vực xem cho bản quyền hoặc các lý do văn hóa.
- Đồng bộ hóa luồng đầu vào tùy chọn để cung cấp độ trễ đầu cuối liên tục.

Tùy thuộc vào tốc độ mã và điều chế, hệ thống có thể hoạt động ở mức C / N trong khoảng.42.4   dB (QPSK, 1/4) và 16   dB (32APSK, 9/10) với mục tiêu không có lỗi gần đúng với tỷ lệ lỗi gói 10 −7 TS. Khoảng cách đến giới hạn Shannon dao động từ 0,7   dB đến 1,2   dB.

## Trường hợp sử dụng
Các kịch bản dự kiến cho DVB-S2 theo tài liệu tiêu chuẩn là:
- Dịch vụ truyền hình phát sóng trong SDTV hoặc HDTV. Tùy chọn, truyền này có thể tương thích ngược với DVB-S, nhưng không được hưởng lợi từ băng thông thêm 30%.
- Dịch vụ tương tác bao gồm cả truy cập Internet. Dữ liệu do người dùng tạo có thể được gửi bằng cáp (cáp đồng / cáp quang), không dây di động hoặc đường lên vệ tinh (DVB-RCS).
- Các ứng dụng chuyên nghiệp, trong đó dữ liệu phải được ghép kênh theo thời gian thực và sau đó phát trong băng tần VHF / UHF (ví dụ: đóng góp của truyền hình kỹ thuật số, thu thập tin tức vệ tinh). Những truyền này không dành cho người xem trung bình.
- Phân phối nội dung dữ liệu quy mô lớn. Chúng bao gồm các dịch vụ điểm-điểm và phát đa hướng, cũng như truyền đến các đầu-cuối để phân phối (tái) trên các phương tiện khác.

## Quá trình nâng cấp DVB-S lên DVB-S2
Quá trình chuyển đổi từ DVB-S sang DVB-S2 đang được đẩy nhanh, do sự gia tăng nhanh chóng của HDTV và giới thiệu 3D-HDTV. Yếu tố chính làm chậm quá trình này là nhu cầu thay thế hoặc nâng cấp các hộp giải mã hoặc mua TV với bộ điều chỉnh tích hợp DVB-S2, giúp quá trình chuyển đổi chậm hơn đối với các nhà khai thác đã thiết lập. 